# Kallaxön

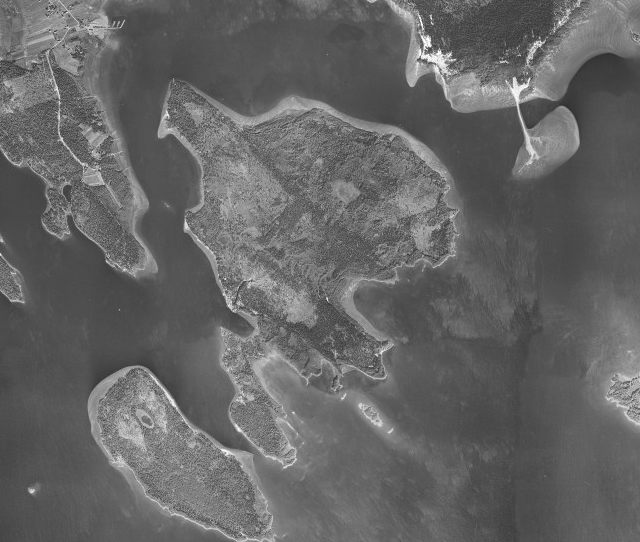
Kallaxön i Luleå kommun

Kallaxön är en ö i södra delen av Lule skärgård som är en del av Norrbottens skärgård. Ön ligger 8 kilometer sydväst om Luleå, utanför byn Kallax, i närheten av Luleå flygplats. Avståndet till fastlandet är i väster drygt 300 meter och i norr drygt 400. Ytan är cirka 350 hektar. Öns högsta punkt är Strömmingsvarpberget, cirka 30 meter över havet.
På Kallaxön finns fem bofasta (2025) och ett hundratal fritidshus. Bebyggelsen finns längs stränderna runt hela ön. Det finns ingen bilväg, endast några kortare traktorvägar. De flesta fastigheter har egen brygga. 
Båtklubben Neptun har en anläggning på Granholmen i sydvästra delen av ön, där besökare kan angöra. Vid den gamla fältspatgruvan finns en annan allmän brygga.
Vintertid plogas en isväg i privat regi från hamnen i Kallax by ut till Kallaxön och grannön Bergön. Isvägen är vanligtvis öppen från början av februari till en bit in i april.

## Historia
Kallaxön blev till för 3500-4000 år sedan, då Strömmingsvarpberget på grund av landhöjningen höjde sig ur Bottenvikens vatten.
1905 - 1938 bröts fältspat i ett dagbrott, denna användes bland annat vid porslinstillverkning vid Gustavsberg och Rörstrand och exporterades även till Tyskland. Det delvis vattenfyllda gruvhålet är djupt, ca 40 meter som mest, och smalt och sträcker sig från stranden, där länsstyrelsen gjort en brygga och en rastplats, 200 meter upp mot toppen av Strömmingsvarpberget.
Den 14 januari 1940 fälldes bomber över ön, de hamnade väster om ön, i fjärden och i strandlinjen söder om Biskopsgrynnan. En av bomberna finns nu på Norrbottens museum. Dåvarande arvprinsen Gustaf Adolf befann sig i länet och åkte tillsammans med andra höga militärer ut för att titta på hålen. Bomberna orsakade ingen skada på människor, och endast små egendomsskador. Molntäcket var lågt när bomberna föll, det är troligt att de ryska bombflygplanen hade för avsikt att bomba något annat mål men misslyckades med att hitta det. Målet kan ha varit Kemi eller Kallaxfältet.